# Zarzecze (powiat puławski)
Zarzecze – wieś w Polsce położona w województwie lubelskim, w powiecie puławskim, w gminie Puławy.
W latach 1975–1998 miejscowość należała administracyjnie do województwa lubelskiego.
Wieś stanowi sołectwo gminy Puławy. Według Narodowego Spisu Powszechnego z roku 2011 wieś liczyła 172 mieszkańców.
W Zarzeczu znajduje się:
- Szkoła Podstawowa im. Wojska Polskiego
- Publiczne Gimnazjum
- Kościół Parafialny pod wezwaniem św. Józefa
- 2 sklepy spożywcze.

Wieś jest siedzibą rzymskokatolickiej parafii św. Józefa Oblubieńca.